# Miriam Makeba

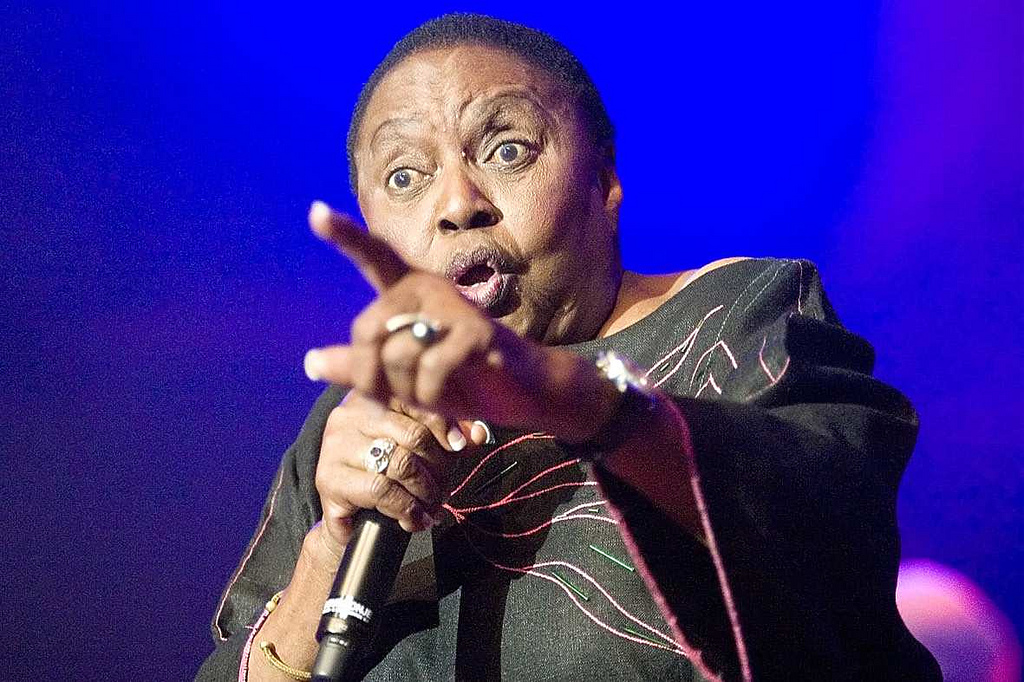
Miriam Makeba în timpul unui spectacol

Zenzile Miriam Makeba (cunoscută și ca Mama Africa, n. 4 martie 1932 la Johannesburg - d. 9 noiembrie 2008 la Castel Volturno, Italia) a fost o cântăreață sud-africană și activistă pentru drepturile civile și antidiscriminare.
Este considerată una dintre cele mai influente femei din istoria Africii.
Prin anii '60 era cea mai cunoscută cântăreață africană.
Astfel, cântecul Pata Pata, înregistrat pentru prima dată în 1957 și lansat în SUA în 1967, a făcut-o celebră în întreaga lume.
A realizat înregistrări și a efectuat turnee cu mai mulți artiști valoroși ca: Harry Belafonte, Paul Simon și fostul ei soț, Hugh Masekela.
A întreprins numeroase campanii împotriva apartheidului.
Drept represalii, guvernul sud-african i-a interzis intrarea în țară și i-a suprimat cetățenia.
Se întoarce în țara natală abia în 1990, după căderea apartheidului.
Își pierde viața în urma unui infarct miocardic, survenit în timpul unui concert în Italia pentru susținerea scriitorului Roberto Saviano, în lupta sa împotriva organizației mafiote Camorra.